# Metropolia Morelia
Metropolia Morelia – metropolia Kościoła rzymskokatolickiego w Meksyku. Erygowana w dniu 22 listopada 1924 roku. W skład metropolii wchodzi 1 archidiecezja i 4 diecezje.
W skład metropolii wchodzą:
- Archidiecezja Morelia
  - Diecezja Apatzingán
  - Diecezja Ciudad Lázaro Cárdenas
  - Diecezja Tacámbaro
  - Diecezja Zamora